# Comités de défense de la révolution (Burkina Faso)
Les Comités de Défense de la Révolution (CDR) étaient un système d'organisation révolutionnaires, établi au Burkina Faso par Thomas Sankara, président du Faso de 1983 jusqu'à son assassinat en 1987. Des comités ont été créés dans chaque lieu de travail. Ils s'inspiraient des Comités de défense de la révolution cubaine et fonctionnaient comme des « organes de contrôle politique et social ».

## Historique
Deux décennies après la décolonisation de la France, la République de Haute-Volta a connu de nombreux régimes militaires et soulèvements.
En 1982, le Major Dr Jean-Baptiste Ouédraogo a renversé le gouvernement du Colonel Saye Zerbo, instituant le régime du Comité de Salut du Peuple (CSP). Des luttes intestines entre factions se sont développées entre les modérés du CSP et les radicaux, dirigés par le capitaine Thomas Sankara, nommé Premier ministre en janvier 1983.

### Coup d'État de 1983 et mise en place du CNR
Sankara a été arrêté peu de temps après, ce qui a déclenché un coup d'État le 4 août 1983. Ce putsch a été organisé par capitaine Sankara lui-même et d'autres jeunes officiers de l'armée entre autres le capitaine Blaise Compaoré. Sankara sera libéré et nommé président. Le Conseil national pour la révolution (CNR) est mis en place pour gouverner le pays. En peu de temps, le CNR commence à mettre en œuvre un programme radical de réforme sociale, culturelle, économique et politique, surnommé la « Révolution démocratique et populaire » (RDP).
Les changements politiques adoptés par Sankara comprenaient l'abolition des privilèges des chefs tribaux, des progrès considérables dans la valorisation les droits des femmes, des efforts dans la lutte contre le VIH / SIDA, des campagnes anti-corruption, une politique étrangère basée sur l'anti-impérialisme, la redistribution des terres des propriétaires féodaux à la paysannerie, des vaccinations massives d'enfants, une campagne nationale d'alphabétisation, la promotion du reboisement, etc. La Haute-Volta a été rebaptisée Burkina Faso, pour promouvoir une nouvelle identité nationale.
Afin de réaliser cette transformation radicale de la société, il a exercé un contrôle gouvernemental croissant sur la nation, finissant par interdire les syndicats et la presse indépendante. Des fonctionnaires corrompus, des «travailleurs paresseux» et des contre-révolutionnaires supposés ont été jugés publiquement dans les tribunaux révolutionnaires populaires (TPR ).
L'un des principaux outils d'action de la « révolution démocratique et populaire » était les comités de défense de la révolution formés en 1983. Le capitaine Sankara fait mention de ces comités lors de son premier discours après le coup d'État de 1983 où il appelait « le peuple voltaïque à former partout des Comités de Défense de la Révolution afin de participer pleinement à la grande lutte patriotique du CNR et d'empêcher nos ennemis ici et à l'étranger de nuire à notre peuple ».

### Le modèle cubain
Sankara, fortement inspiré par Che Guevara et la Révolution cubaine, a basé CDR sur le modèle des comités de défense de la révolution de Cuba, qui est un réseau de comités de quartier formés par Fidel Castro en 1960 et surnommés « système collectif de vigilance révolutionnaire ». Les CDR burkinabés ont, cependant, adopté une approche plus large. Sankara voyait en ces comités un nouveau fondement de la société, une plate-forme de mobilisation populaire  qui allait révolutionner la vie au Burkina Faso et restructurer son espace social au niveau local. Cet objectif de restructuration des fonctions de base de la société a été réalisé par les Comités de défense de la révolution en tentant de mobiliser les masses et de mener une éducation politique. Impliquer le peuple dans la gouvernance était également présenté comme « le meilleur moyen d'éviter que l'armée ne s'empare du pouvoir pour elle-même »  et, à ce titre, les CDR étaient dotées de responsabilités administratives, économiques et judiciaires.

## Critiques
Certains ont considéré les Comités de Défense de la Révolution avec beaucoup moins de bienveillance, mettant en scène la brutalité plutôt que la révolution sociale. Des sources avancent que les CDR ont été formés pour intimider et affaiblir les syndicats ainsi que d'autres groupes d'intérêt établis. Le prêtre catholique ougandais Emmanuel Katongole a écrit que les CDR fonctionnaient comme « des tentacules administratifs et des groupes d'autodéfense plutôt que des incubateurs ou des exemples de ce à quoi pourrait ressembler une nouvelle société véritablement transformée ». D'autres ont décrit les CDR comme tombant lentement dans de telles activités plutôt que d'être formées pour elles, se détériorant d'organisations de masse populaires en gangs de voyous armés qui se sont affrontés avec des syndicalistes.

## Influence
Au Ghana, la junte militaire dirigée par le lieutenant d'aviation Jerry Rawlings, met en place des groupes également baptisés Comités de défense de la révolution institués le 31 décembre 1984. Une organisation probablement inspirée par la variante burkinabé du même nom. Le système de gouvernance du Ghana s'appelait le Conseil provisoire de défense nationale (PNDC). Ces comités étaient destinés à « agir comme des chiens de garde contre la corruption » et ont remplacé les précédents comités de défense populaire et ouvrier. Jerry Rawlings, un ami proche de Thomas Sankara, va finalement adopter des politiques conservatrices et de droite plutôt que de gauche radicale.
Le 15 octobre 1987, le président Sankara a été tué par un groupe d'officiers militaires, lors d'un coup d'État organisé par son ancien collègue et ami, Blaise Compaoré. Malgré l'annonce de la mort de Sankara, certains CDR ont monté une résistance armée contre les hommes du Capitaine Blaise Compaoré pendant plusieurs jours. Blaise Compaoré va diriger le Burkina Faso pendant près de trois décennies avant d'être évincé du pouvoir par le soulèvement burkinabé de 2014 . Dès son arrivée au pouvoir, il entreprend de revenir sur la plupart des réformes réalisées au nom de la « révolution démocratique populaire ». Entre autres changements, les comités de défense de la révolution sont rapidement abolis.